# Фурманово (Казахстан)
Фу́рманово (каз. Фурманов) — село у складі Аркалицької міської адміністрації Костанайської області Казахстану. Адміністративний центр та єдиний населений пункт Фурмановського сільського округу.
Населення — 1199 осіб (2021; 1530 у 2009, 1515 у 1999, 1206 у 1989).